# Paspahegh
 (signalé en mai 2025).
Si vous disposez d'ouvrages ou d'articles de référence ou si vous connaissez des sites web de qualité traitant du thème abordé ici, merci de compléter l'article en donnant les références utiles à sa vérifiabilité et en les liant à la section « Notes et références ».
- Archive Wikiwix
- Bing
- Cairn
- DuckDuckGo
- E. Universalis
- Gallica
- Google
- G. Books
- G. News
- G. Scholar
- Persée
- Qwant
- (zh) Baidu
- (ru) Yandex
- (wd) trouver des œuvres sur Wikidata

La tribu Paspahegh était une tribu amérindienne de la chefferie suprême Powhatan, incorporée à la chefferie vers 1596 ou 1597. La tribu Paspahegh vivait dans les actuels comtés de Charles City et de James City, en Virginie. La Confédération Powhatan comprenait des peuples autochtones des forêts du Nord-Est qui parlaient une langue algonquienne apparentée de l’Est.
Les Paspehegh ont été parmi les premières tribus à interagir avec les colons britanniques, qui ont établi leur première colonie permanente dans la colonie de Virginie à Jamestown sur leur territoire à partir du 14 mai 1607. En raison du conflit avec les colons et de l’exposition probable à des maladies infectieuses, les Paspehegh semblent avoir été anéantis en tant que tribu au début de 1611 et ont disparu des archives historiques.

## Source de la traduction
- (en) Cet article est partiellement ou en totalité issu de l’article de Wikipédia en anglais intitulé « Paspahegh » (voir la liste des auteurs).